# Philodromus poecilus
Philodromus poecilus este o specie de păianjeni din genul Philodromus, familia Philodromidae. A fost descrisă pentru prima dată de Tord Tamerlan Teodor Thorell în anul 1872. Conform Catalogue of Life specia Philodromus poecilus nu are subspecii cunoscute.